# Morozowka (obwód smoleński)
Morozowka (ros. Морозовка) – wieś (ros. деревня, trb. dieriewnia) w zachodniej Rosji, w osiedlu wiejskim Czistikowskoje rejonu rudniańskiego w obwodzie smoleńskim.

## Geografia
Miejscowość położona jest nad Bierieziną, 16 km od granicy z Białorusią, 9 km od najbliższego przystanku kolejowego (Płoskaja), 10,5 km od drogi federalnej R120 (Orzeł – Briańsk – Smoleńsk – granica z Białorusią), 12 km od drogi magistralnej M1 «Białoruś», przy drodze regionalnej 66K-31 (R120 / Płoskoje – Priwolje – Ordowka – Komissarowo / M1), 15,5 km od centrum administracyjnego osiedla wiejskiego (Czistik), 16,5 km od centrum administracyjnego rejonu (Rudnia), 54,5 km od Smoleńska.
W granicach miejscowości znajdują się ulice: Centralnaja, Dacznaja, Lesnaja, Ługowaja, Riecznaja.

## Demografia
W 2010 r. miejscowość zamieszkiwało 45 osób.

## Historia
W czasie II wojny światowej od lipca 1941 roku wieś była okupowana przez hitlerowców. Wyzwolenie nastąpiło w październiku 1943 roku.
Uchwałą z dnia 20 grudnia 2018 roku w skład jednostki administracyjnej Czistikowskoje weszły wszystkie miejscowości (w tym Morozowka) osiedla wiejskiego Smoligowskoje.